# 中村一 (作家)
中村 一（なかむら はじめ）は、日本のライトノベル作家。 1980年代の生まれ。男性。

## 人物・経歴
大阪府出身、神奈川県在住。2008年、投稿作「覚醒遺伝子」が第15回電撃小説大賞の3次選考を通過。同作が編集の目に留まり、改稿・改題の上で電撃文庫から2010年にデビューした。以後もメディアワークス文庫を含む同社のレーベルで執筆を続け、現在に至る。普段は会社員の兼業作家であり、既婚者であることを、著者近影でたびたび話題にしている。

## 影響を受けた物
2012年に受けたインタビューで次のように語っている。

## 著作リスト

### 電撃文庫
- 『空を継ぐもの 〜覚醒遺伝子〜』（2010年5月）
- 『めぐりあう鼓動 〜覚醒遺伝子〜』（2010年7月）
- 『時かける翼 〜覚醒遺伝子〜』（2011年1月）
- 『ちびとも!』（電撃文庫、2012年4月）
- 『ちびとも! その2』（電撃文庫、2012年11月）
- 『閃光少女 名もなき光のアイリ』（2015年5月）

### メディアワークス文庫
- 『ココロ・ドリップ 〜自由が丘、カフェ六分儀で会いましょう〜』（2014年5月）
- 『ココロ・ドリップ (2) 〜自由が丘、カフェ六分儀で会いましょう〜』（2015年3月）
- 『ココロ・ドリップ (3) 〜自由が丘、カフェ六分儀で会いましょう〜』（2016年1月）
- 『明日から本気出す人たち』（2017年7月）